# Progomphus aberrans
Progomphus aberrans – gatunek ważki z rodziny gadziogłówkowatych (Gomphidae). Występuje na terenie Ameryki Południowej.